# Pseudopelonomus
Pseudopelonomus é um género de escaravelho aquático da família Dryopidae, descrito por Brown em 1981.

## Espécies
- Pelonomus gracilipes, Chevrolat, 1864[2]
- Pseudopelonomus obscurus, LeConte, 1852[3]